# روبرت إل. كليفورد
روبرت إل. كليفورد (بالإنجليزية: Robert L. Clifford) هو قاضي ومحامي أمريكي، ولد في 17 ديسمبر 1924 في باسيك في الولايات المتحدة، وتوفي في 29 نوفمبر 2014.